# Сръбска гвардия
Сръбската гвардия е паравоенна формация, формално числяща се към Сръбското движение за обновление. Създадена на 4 юни 1991 г. и просъществува за кратко – до следващата 1992 г. 
Според редица анализатори и двамата са ликвидирани по заръка на управляващия по това време Сърбия кръг около Слободан Милошевич.  Предходно, на 9 март 1991 г. Божович и Матич са сред организаторите на първата голяма демонстрация срещу Милошевич, организирана от Сръбското движение за обновление на Драшкович, която е разпръсната със сълзотворен газ от полицейски бронетранспортьори – BOV. Има и двама мъртви след прекратения насилствено от властите протест. 
От това става ясно и че по време на убийствата на Божович и Матич, разтърсили сръбското общество, начело на сръбската тайна полиция е бил агент на ЦРУ. 